# Antonio Córdoba Barba
Antonio Córdoba Barba (Puente Tocinos, Múrcia, 1949) és un matemàtic i professor universitari espanyol.
En 1971 es va llicenciar en matemàtiques a la Universitat Complutense de Madrid i el 1974 es doctorar per la Universitat de Chicago. Va ser professor a la Universitat de Princeton, on fou company de John Nash, i després a la Universitat de Chicago i a la Universitat de Minnesota. En 1980 va obtenir la càtedra d'anàlisi matemàtica de la Universitat Autònoma de Madrid (UAM) i en 2016 fou nomenat director de l'Institut de Ciències Matemàtiques (ICMAT) del CSIC. El mateix any fou nomenat acadèmic d'honor de l'Acadèmia de Ciències de la Regió de Múrcia. També és membre de la Reial Societat Matemàtica Espanyola. En 2011 va obtenir el premi Premi Nacional d'Investigació Julio Rey Pastor per les seves contribucions a l'anàlisi de Fourier.